# Carlos Muñiz (dramaturgo)
Carlos Muñiz (Madrid; 2 de diciembre de 1927 - 14 de octubre de 1994) fue un dramaturgo español.

## Biografía
Fue uno de los hombres  más destacados de la llamada «generación realista», siguiendo las huellas de Alfonso Sastre y Antonio Buero Vallejo con quienes mantuvo siempre buena amistad y siendo este último el autor que más lo animó a continuar escribiendo. Sus comienzos, más realistas dentro del contexto dramatúrgico, contrastan con una etapa posterior más expresionista y marcadamente crítica. Fuertemente influenciado por sus vivencias familiares y profesionales como funcionario y abogado, conoció de joven al gran Enrique Jardiel Poncela a través de la amistad infantil entre su hermana Carmen y la hija de este, Evangelina Jardiel, interesándose desde ese momento por el mundo del teatro. 
Tras cursar estudios de Derecho e ingresar por oposición en el Ministerio de Hacienda, decidió dedicarse al mundo de la literatura, estrenando su primera obra, Telarañas, en 1955. Con posterioridad puso en cartel El grillo, por la que se hizo merecedor del Premio Nacional de Cámara y Ensayo, Las viejas difíciles (1966), El precio de los sueños (1958), Ruinas, Un solo de saxofón, El día de reflexión y quizá la más famosa, El tintero (1961), en la que plasmó, con su característico estilo ácido de tintes algo esperpénticos y marcadamente tragicómicos, la impotencia que siempre sintió como funcionario público ante la implacable máquina de la administración.
Su última obra teatral, quizás la más ambiciosa y distinta, Tragicomedia del Serenísimo Príncipe Don Carlos, se estrenó en Madrid en 1978. Es fruto de muchos años de estudios sobre la figura de Felipe II y recrea imaginativamente la relación personal y familiar del monarca con su hijo Carlos. Es autor asimismo del libro infantil El guiñol de Don Julito, conjunto de piezas de teatro infantil editado en 1961 por Doncel, en la colección Ballena Alegre.
Igualmente colaboró en TVE, en tareas de guionista en numerosas novelas históricas y biográficas retratando personajes de la historia de España (biografías de Ramón y Cajal, Santa Teresa de Jesús, San Juan de la Cruz y Cervantes, entre otras), así como en las series Visto para sentencia, Stop y Los maniáticos) y realizador de decenas de espacios dramáticos, como Estudio 1, espacio en el que se representaron sus obras El grillo, El tintero y Las viejas difíciles.
Escribió también los guiones de las películas Los chicos con las chicas (1967), de Javier Aguirre, y Dame un poco de amor, ambas con actuación principal del conjunto musical Los Bravos.

## Premios
- Premio Ondas (1968).
- Antena de Oro (1966).